# Ejido la Pitahaya
Ejido la Pitahaya är en ort i Mexiko.   Den ligger i kommunen Santa María del Río och delstaten San Luis Potosí, i den centrala delen av landet, 290 km nordväst om huvudstaden Mexico City. Ejido la Pitahaya ligger 1 883 meter över havet och antalet invånare är 1 197.
Terrängen runt Ejido la Pitahaya är kuperad åt sydväst, men åt nordost är den platt. Runt Ejido la Pitahaya är det ganska glesbefolkat, med 26 invånare per kvadratkilometer. Närmaste större samhälle är San Diego de la Unión, 19,2 km sydväst om Ejido la Pitahaya. Trakten runt Ejido la Pitahaya består i huvudsak av gräsmarker.